# Anderson Lucoqui
Anderson-Lenda Lucoqui (Leverkusen, 6 luglio 1997) è un calciatore tedesco naturalizzato angolano, difensore del Monaco 1860.

## Caratteristiche tecniche
È un terzino sinistro.

## Carriera

### Club
Cresciuto nel settore giovanile del Fortuna Düsseldorf, ha debuttato in prima squadra il 29 ottobre 2016 disputando l'incontro di 2. Bundesliga vinto 1-0 contro l'Union Berlino. Il 31 agosto 2018 è stato ceduto a titolo definitivo all'Arminia Bielefeld, con cui ha ottenuto la promozione in Bundesliga al termine della stagione 2019-2020. Ha esordito nella massima serie tedesca il 19 settembre in occasione dell'incontro pareggiato 1-1 contro l'Eintracht Francoforte.

### Nazionale
Nato in Germania da genitori di origine angolana, nel 2020 ha accettato la chiamata della nazione africana debuttando il 13 ottobre in occasione dell'amichevole vinta 3-0 contro il Mozambico.

## Palmarès

### Club

#### Competizioni nazionali
- Campionato tedesco di seconda divisione: 1

Arminia Bielefeld: 2019-2020